# بازیابی گرانش و آزمایش اقلیم
بازیابی گرانش و آزمایش اقلیم (انگلیسی: Gravity Recovery and Climate Experiment) که به اختصار گریس (GRACE) نامیده می‌شود، پروژه مشترک ناسا و مرکز هوافضای آلمان بود که دو ماهواره آن از زمان پرتاب در مارس ۲۰۰۲ تا پایان مأموریت در اکتبر ۲۰۱۷ به اندازه‌گیری دقیق ناهنجاری گرانشی در میدان گرانش زمین می‌پرداختند.
گریس با اندازه‌گیری ناهنجاری‌های گرانش نشان داد که چه اجرامی پیرامون زمین پراکنده شده و تغییرات آنها در طول زمان چقدر است. داده‌های ماهواره‌های گریس ابزاری مهم در مطالعه اقیانوس‌ها، زمین‌شناسی و اقلیم‌شناسی به‌شمار می‌رود.
دو ماهواره گریس (گریس-۱ و گریس-۲) از پایگاه فضایی پلستسک در روسیه در ۱۷ مارس ۲۰۰۲ به فضا پرتاب شدند.

## کاوش‌ها و کاربردها
نقشه‌های ماهانه نمایش ناهنجاری گرانشی تهیه‌شده توسط گریس تا ۱۰۰۰ برابر دقیق‌تر از نقشه‌های پیشین بود و به‌طور قابل ملاحظه‌ای دقت تکنیک‌های مورد استفاده در اقیانوس‌نگاری، آب‌شناسی، یخچال‌شناسی، زمین‌شناسی و دیگر علومی که به مطالعه پدیده‌های تأثیرگذار بر اقلیم می‌پردازند را بهبود بخشید.
اندازه‌گیری‌های گریس از کاهش ضخامت یخسارها تا جریان آب در آبخوان‌ها و نمایش جریان ماگمای درون زمین به دانشمندان کمک کرد تا درک بهتری از این فرایندهای طبیعی داشته باشند.